# Наташино (Тверская область)
Наташино — деревня в Максатихинском районе Тверской области, входит в состав Малышевского сельского поселения. 

## География
Деревня расположена в 34 км на север от центра поселения посёлка Малышево и в 51 км на северо-запад от районного центра посёлка Максатиха. Близ деревни расположен Костовский погост.

## История
В 1824 году на Костовском погосте близ деревни была построена каменная Троицкая церковь с 3 престолами, метрические книги с 1791 года.
В конце XIX — начале XX века деревня Натальино вместе с Костовским погостом входила в состав Макаровской волости Вышневолоцкого уезда Тверской губернии.
С 1929 года деревня входила в состав Пономаревского сельсовета Максатихинского района Бежецкого округа Московской области, с 1935 года — в составе Калининской области, в 1936 — 1960 годах — в составе Брусовского района, с 1994 года — в составе Красухинского сельского округа, с 2005 года — в составе Труженицкого сельского поселения, с 2014 года — в составе Малышевского сельского поселения.

## Население
| 1859 | 2002 | 2010 |
| ---- | ---- | ---- |
| 30   | ↘2   | ↘1   |

## Достопримечательности
Близ деревни на Костовском погосте расположена недействующая Церковь Троицы Живоначальной (1824).